# 小林贤太郎
小林贤太郎（英語：Kentarō Kobayashi, 1973年4月17日—）是一位日本喜剧演员、剧作家、漫画家、导演。

## 生平
1973年出生于日本神奈川县横浜市旭区，毕业于多摩美术大学版画科。1996年和片桐仁结成组合RAHMENS。

## 争议
2021年7月22日东京奥组委宣布解除其2020年夏季奥林匹克运动会开幕式和闭幕式总导演一职，因为他在1998年的一档喜剧节目中被爆出曾调侃犹太人大屠杀。